# Infrastruktura klucza publicznego

Diagram infrastruktury klucza publicznego

Infrastruktura klucza publicznego (ang. public key infrastructure, PKI) – zbiór osób, polityk, procedur i systemów komputerowych niezbędnych do świadczenia usług uwierzytelniania, szyfrowania, integralności i niezaprzeczalności za pośrednictwem kryptografii klucza publicznego i prywatnego i certyfikatów elektronicznych.
W szczególności jest to szeroko pojęty kryptosystem, w skład którego wchodzą urzędy certyfikacyjne (CA), urzędy rejestracyjne (RA), subskrybenci certyfikatów klucza publicznego (użytkownicy), oprogramowanie oraz sprzęt. Infrastruktura klucza publicznego tworzy hierarchiczną strukturę zaufania, której podstawowym dokumentem jest certyfikat klucza publicznego. Najpopularniejszym standardem certyfikatów PKI jest X.509 w wersji trzeciej.
Do podstawowych funkcji PKI należą:
- Weryfikacja tożsamości subskrybentów
- Wymiana kluczy kryptograficznych
- Wystawianie certyfikatów
- Weryfikacja certyfikatów
- Podpisywanie przekazu
- Szyfrowanie przekazu
- Potwierdzanie tożsamości
- Znakowanie czasem

Dodatkowo, w pewnych konfiguracjach, możliwe jest:
- Odzyskiwanie kluczy prywatnych.

Ważniejsze pojęcia:
- CA – Certification Authority – urząd certyfikacji – wystawia certyfikaty, listy CRL, certyfikuje inne CA.
- RA – Registration Authority – urząd rejestracji – zbiera wnioski o wydanie certyfikatu, weryfikuje tożsamość subskrybentów.
- Subskrybent – właściciel certyfikatu.

Rozwinięciem tradycyjnego modelu infrastruktury klucza publicznego może być zastosowanie podpisu elektronicznego z mediatorem, w którym podpis finalizowany jest online z udziałem mediatora, który przechowuje połówkę klucza prywatnego.

## Historia PKI
Opublikowanie w 1976 roku przez Diffiego, Hellmana, Rivesta, Shamira i Adlemana algorytmów bezpiecznej wymiany kluczy i algorytmu asymetrycznego całkowicie odmieniło sposoby bezpiecznej komunikacji. Wraz z dalszym rozwojem szybkich form komunikacji cyfrowej (takich jak Internet i jego przodkowie), potrzebny był zaufany sposób komunikacji między ludźmi, a wraz z tym pewność, z kim rozmawiamy.
Stworzono różnorodne protokoły kryptograficzne, w których nowe dogmaty mogły zostać efektywnie użyte. Wraz z wynalezieniem Internetu i jego szybkim rozprzestrzenianiem się zaistniała potrzeba bezpieczeństwa i uwierzytelniania uczestników komunikacji. Z powodów handlowych (takich jak e-handel, on-lineowy dostęp do prywatnych baz danych np. banków itp.) problem ten stał się bardzo ważny. Taher Elgamal wraz z innymi pracownikami Netscape przedstawił protokół SSL ('https' w adresie WWW); zawierający między innymi uwierzytelnianie serwera. Tak oto została stworzona infrastruktura klucza publicznego dla użytkowników i stron internetowych, którym zależało na bezpiecznej komunikacji.
Sprzedawcy i przedsiębiorcy zauważyli duży potencjał rynkowy, zaczęto tworzyć nowe przedsiębiorstwa (lub nowe projekty dla już istniejących przedsiębiorstw). W swoim projekcie American Bar Association przeanalizowała możliwe aspekty prawne dotyczące operacji z użyciem PKI i niedługo po tym kilka stanów w USA (jako pierwszy Utah w 1995 roku), oraz inne jurysdykcje na całym świecie, zaczęły uchwalać akty i odpowiednie regulacje prawne. Grupy konsumentów oraz inne kluczowe zagadnienia dotyczące prywatności, dostępu i odpowiedzialności zostały w różnym stopniu wzięte pod uwagę w zależności od jurysdykcji.
Wprowadzone prawa i regulacje różniły się między sobą, zaistniały pewne problemy techniczne i operacyjne w przekształceniu schematów PKI na użytek komercyjny, a postęp w ich wdrażaniu był wolniejszy niż początkowo zakładano.
Przedsiębiorcy z branży PKI odnaleźli swoje miejsce na rynku, lecz nie takie były ich wyobrażenia w latach 90. Szybkość i kierunek rozwoju rynku nie był, taki jak się tego wcześniej spodziewali. Wbrew oczekiwaniom infrastruktura klucza publicznego nie rozwiązała wszystkich problemów, przez co niektórzy sprzedawcy przestali istnieć, lub zostali przejęci przez inne przedsiębiorstwa. Infrastruktura klucza publicznego największy sukces osiągnęła na rynku rządowym.

## Skuteczny atak na PKI
W 2008 roku grupie naukowców udało się przeprowadzić udany atak na centrum certyfikacji (CA), używające w podpisie certyfikatu funkcji skrótu MD5. Efektem tego ataku było otrzymanie certyfikatu CA z poprawnym podpisem, pomimo złożenia wniosku o certyfikat kliencki. Certyfikat ten umożliwia podpisywanie certyfikatów klienckich, którym zaufa większość popularnych przeglądarek internetowych, a więc efektywne podszycie się pod dowolną stronę internetową używającą certyfikatów. Praca opisująca ten atak została przedstawiona 30 grudnia 2008 roku na Chaos Communication Congress w Berlinie.